# Waiting to Exhale: Original Soundtrack Album
Cet article concerne la bande originale du film. Pour le film, voir Où sont les hommes ?.
Waiting to Exhale: Original Soundtrack Album est la bande originale du film Où sont les hommes ? (Waiting to Exhale) sorti le 14 novembre 1995.
Entièrement composée et produite par Babyface, cette bande originale est un énorme succès, avec la présence de certains grands noms de l'industrie, comme Whitney Houston, Brandy, Toni Braxton, Aretha Franklin, Patti LaBelle, Mary J. Blige, SWV et TLC. La plupart des artistes sur cette bande originale sont des femmes afro-américaines.
Aux États-Unis, l'album est resté en tête du Billboard 200 pendant cinq semaines devenant sept fois disque de platine pour 7 000 000 d'exemplaires vendus,.
L'album a reçu un total de onze nominations à la 39e cérémonie des Grammy Awards, y compris l'album de l'année, la chanson de l'année pour Exhale (Shoop Shoop) et trois meilleure prestation vocale R&B féminine, gagnant notamment le Grammy Award de la meilleure chanson R&B pour Exhale (Shoop Shoop).

## Pistes
| 1.    | Exhale (Shoop Shoop)         | Babyface                                   | Whitney Houston                 | 3:24 |
| 2.    | Why Does It Hurt So Bad      | Babyface                                   | Whitney Houston                 | 4:37 |
| 3.    | Let It Flow                  | Babyface                                   | Toni Braxton                    | 4:27 |
| 4.    | It Hurts Like Hell           | Babyface                                   | Aretha Franklin                 | 4:19 |
| 5.    | Sittin' Up in My Room        | Babyface                                   | Brandy                          | 4:52 |
| 6.    | This Is How It Works         | Babyface, Lisa Lopes                       | TLC                             | 5:00 |
| 7.    | Not Gon' Cry                 | Babyface                                   | Mary J. Blige                   | 4:57 |
| 8.    | My Funny Valentine           | Richard Rodgers, Lorenz Hart               | Chaka Khan                      | 4:06 |
| 9.    | And I Gave My Love to You    | Babyface, Sonja Marie                      | Sonja Marie                     | 4:48 |
| 10.   | All Night Long               | Babyface                                   | SWV                             | 4:31 |
| 11.   | Wey U                        | Babyface                                   | Chanté Moore                    | 4:32 |
| 12.   | My Love, Sweet Love          | Babyface                                   | Patti LaBelle                   | 4:21 |
| 13.   | Kissing You                  | Babyface                                   | Faith Evans                     | 3:23 |
| 14.   | Love Will Be Waiting at Home | Babyface                                   | For Real                        | 5:59 |
| 15.   | How Could You Call Her Baby  | Babyface                                   | Shanna                          | 5:09 |
| 16.   | Count on Me                  | Babyface, Whitney Houston, Michael Houston | Whitney Houston and CeCe Winans | 4:26 |
| 72:51 |                              |                                            |                                 |      |